# Opson
Opson (en griego antiguo:  ὄψον) era un ingrediente importante en la cocina de la antigua Grecia.
Opson principalmente se refiere a un rama importante de la antigua cocina griega: la 'salsa' que integra el sitos (σίτος) la parte principal de la comida, o trigo o cebada. Por lo tanto, opson equivale al banchan de la cocina coreana y al okazu de la cocina japonesa. 
Puesto que se consideraba la parte más agradable de cualquier comida, el opson fue objeto de cierta ansiedad entre los moralistas griegos antiguos, que había acuñado el término opsofagia para describir el vicio de aquellos que utilizaban demasiado opson en sus sitos.
Aunque cada tipo de complemento en la base, también la sal, podía ser clasificado como opson, el término se usaba comúnmente para referirse al tipo más preciado de sabor: el pescado. Luego un diminutivo de opson, opsarion (griego antiguo: ὀψάριον), aporta la moderna palabra griega para los peces: el griego medieval psari  (ψάρι) y el término opsophago, literalmente comedor de opson, casi siempre es utilizado por autores clásicos para indicar a los hombres que eran fanáticos de los pescados y mariscos, por ejemplo, Filóxeno de Citera.
Finalmente, opson puede significar 'plato preparado' (plural, opsa). Platón, probablemente equivocado, deriva el término del verbo ἕψω - 'cocinar'.
El punto central de la moralidad personal griega sobre la moderación (sofrosina)  hizo de la opsofagia un motivo de preocupación para los moralistas y satíricos del periodo clásico. La semántica complicada de la palabra opson y de sus derivados hizo del término un motivo de preocupación para los oradores áticos durante la Segunda sofística.